# Espeletiopsis sanchezii
Espeletiopsis sanchezii là một loài thực vật có hoa trong họ Cúc. Loài này được S.Díaz & Obando mô tả khoa học đầu tiên năm 2004.